# 1943 год в истории метрополитена
В этой статье перечисляются основные  события из истории метрополитенов в 1943 году. Полужирным шрифтом выделены открытия новых транспортных систем.

## События
- 1 января — открыта 23-я станция Московского метрополитена «Завод имени Сталина» (ныне «Автозаводская»).
- 20 ноября — на действующем участке Московского метрополитена «Площадь Свердлова» — «Завод имени Сталина» открыты станции «Новокузнецкая» и «Павелецкая». В столичном метро теперь 25 станций.